# 60 يوم (مسلسل)
مسلسل 60 يوم؛ تدور أحداثه في قالب الإثارة والتشويق، حيث رجل الأعمال عبد الله الذي يجد نفسه يعيش 60 يومًا في ماضيه، بعد تعرضه لحادث أليم، يبحث من خلالهم عن طريق لتصحيح أخطائه، وكذلك الانتقام ممن جار عليه، وثأرا لشقيقه.

## الممثلون
- تركي اليوسف
- شعيفان محمد
- شيماء الفضل
- ريما العلي
- سماح زيدان
- طلال الشمري
- طارق النفيسي
- جهاد الأندري
- مرام الغامدي
- عبد العزيز السكيرين
- محمد الحجي
- عبد الرحيم حسن
- بلال عبد الله